# Cantone di Callac
Il Cantone di Callac è una divisione amministrativa dell'Arrondissement di Guingamp con capoluogo Callac.
A seguito della riforma approvata con decreto del 13 febbraio 2014, che ha avuto attuazione dopo le elezioni dipartimentali del 2015, è passato da 11 a 28 comuni.

## Composizione
Gli 11 comuni facenti parte prima della riforma del 2014 erano:
- Bulat-Pestivien
- Calanhel
- Callac
- Carnoët
- Duault
- Lohuec
- Maël-Pestivien
- Plourac'h
- Plusquellec
- Saint-Nicodème
- Saint-Servais

Dal 2015 i comuni appartenenti al cantone sono i seguenti 28:
- Belle-Isle-en-Terre
- Bourbriac
- Bulat-Pestivien
- Calanhel
- Callac
- Carnoët
- La Chapelle-Neuve
- Coadout
- Duault
- Gurunhuel
- Kerien
- Kerpert
- Loc-Envel
- Lohuec
- Louargat
- Maël-Pestivien
- Magoar
- Moustéru
- Plésidy
- Plougonver
- Plourac'h
- Plusquellec
- Pont-Melvez
- Saint-Adrien
- Saint-Nicodème
- Saint-Servais
- Senven-Léhart
- Tréglamus